# Rederinämnden
Rederinämnden var en svensk statlig förvaltningsmyndighet, som sorterade under Näringsdepartementet och hade till uppgift att pröva frågor om statligt sjöfartsstöd till svensk sjöfart. Myndigheten lades ned den 31 december 2010 och verksamheten övertogs den 1 januari 2011 av Trafikverket.